# Morva-mező
A Morva-mező (németül: Marchfeld, szlovákul: Moravské pole) egy 900 km²-es agyagos-kavicsos síkság Alsó-Ausztriában, a Weinviertel déli részén, a Morva folyótól nyugatra. Bécstől keletre kezdődik, és a Duna vonalától észak felé egészen a morva városokig, Břeclavig és Hodonínig húzódik. Északon és nyugaton a Weinviertel dombos vidéke határolja, melynek legmagasabb része, az Alsó-ausztriai-szigethegység voltaképpen a Kárpátok utolsó kifutása.

## Földrajz
Geológiai szempontból a Morva-mező a Bécsi-medence északi része, amely a Duna mentén 60 km széles, míg északabbra elkeskenyedik. A Morva-mező kisebb részei még Csehországba és Szlovákiába is átnyúlnak.

## Történelem

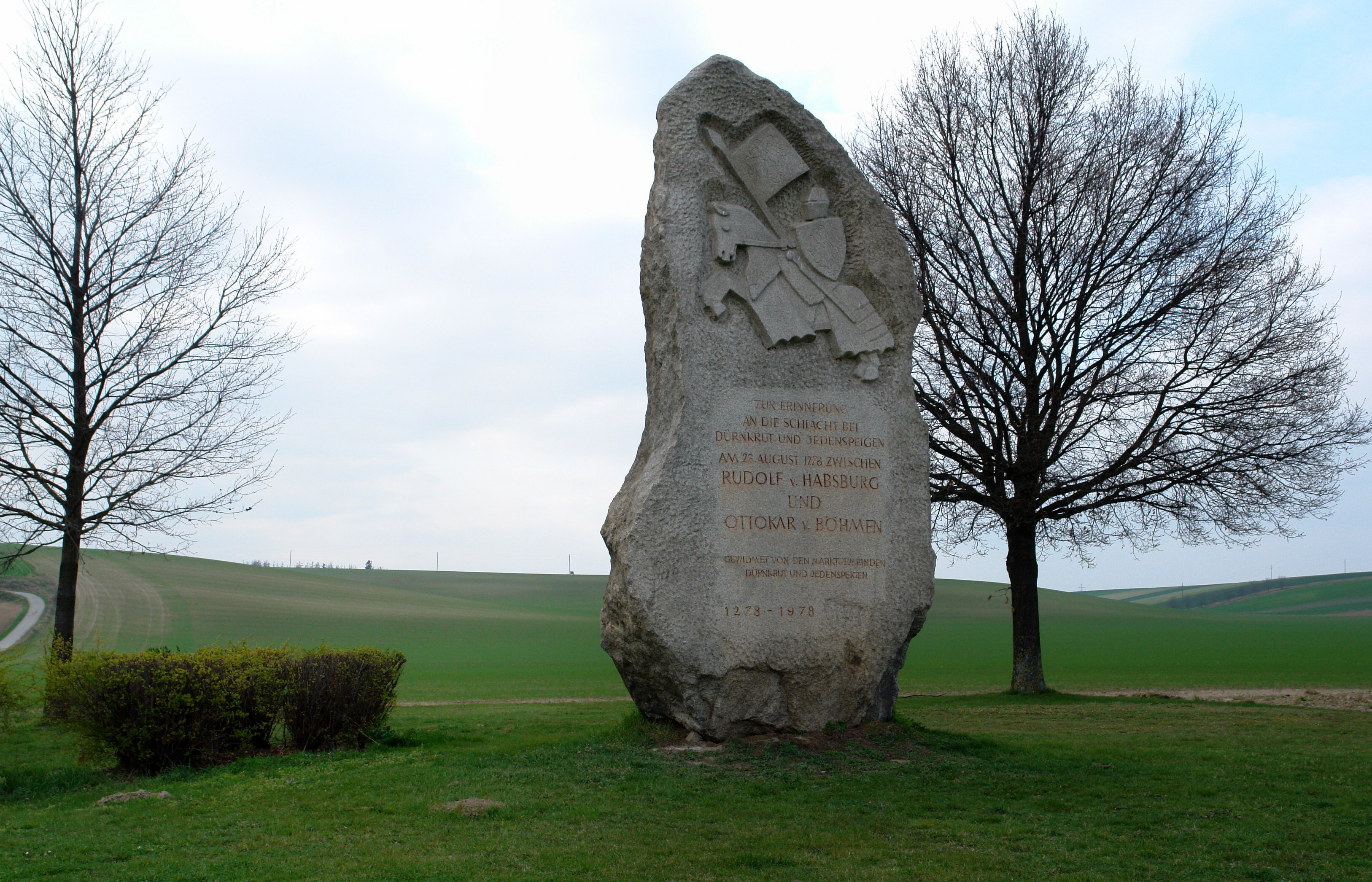
Az 1278-as Morva-mezei csata emlékoszlopa Dürnkrutnál

A Morva-mező a történelem folyamán több csata színhelye volt. A rómaiak itt ütköztek meg a markomannokkal és kvádokkal; 1260-ban II. Ottokár cseh király megverte IV. Bélát, de 1278-ban Habsburg Rudolf a magyarok segítségével ugyanitt győzelmet aratott Ottokár fölött, aki életét is vesztette a csatában. A Morvamezőn fekszenek még Wagram és Aspern híres napóleoni csatahelyek is.

## Gazdaság
Nagyjából megfelel Gänserndorf kerületnek, és hagyományosan „Bécs éléskamrájánák” tartják. Gazdasági szempontból az 1930-as évek óta kőolaj- és földgáz-lelőhelyei miatt jelentős.

## Fordítás
- Ez a szócikk részben vagy egészben a Marchfeld című német Wikipédia-szócikk ezen változatának fordításán alapul.  Az eredeti cikk szerkesztőit annak laptörténete sorolja fel. Ez a jelzés csupán a megfogalmazás eredetét és a szerzői jogokat jelzi, nem szolgál a cikkben szereplő információk forrásmegjelöléseként.